# Cynthia Moreno
Flavia Antonia Moreno León (Ciudad de México, 23 de julio de 1970) es una luchadora profesional mexicana, conocida bajo el nombre en el ring Cynthia Moreno (a veces escrito Cinthia Moreno). Trabaja para Lucha Libre AAA Worldwide (AAA). Es parte de una extensa familia de luchadores que incluye a su padre Alfonso Moreno, sus hermanas Esther, Alda y Rossy Moreno, y su hermano que lucha como El Oriental. Ella es una dos veces poseedora del Campeonato Mundial en Parejas Mixto de AAA junto a su hermano El Oriental.

## Carrera de lucha libre profesional
Flavia Antonia Moreno León es hija de Alfonso «Acorazado» Moreno y fue entrenada por su padre y por Pepe Casas para su carrera de lucha libre profesional. Debutó en 1987 en la Arena Azteca Budoka de Ciudad Nezahualcóyotl, Estado de México, inmueble que en ese entonces promovía su padre, bajo el nombre de Cynthia Moreno. A principios de la década de 1990, Cynthia y su hermana Esther Moreno viajaron a Japón para luchar para All Japan Women's Pro-Wrestling. El 21 de abril de 1991, las hermanas Moreno derrotaron a Etsuko Mita y Mima Shimoda para ganar el Campeonato en Parejas de la AJW, convirtiéndolas en el primer equipo mexicano en tener un campeonato en México. Retuvieron los títulos hasta el 2 de agosto de 1991, donde perdieron el título ante Takako Inoue y Mariko Yoshida. Después de regresar a México comenzó a trabajar para el Consejo Mundial de Lucha Libre (CMLL), realizando giras ocasionales en Japón.
En 1997, dejó el CMLL para trabajar para la entonces Asistencia Asesoría y Administración (AAA) junto con sus hermanas Esther, Alda y Rossy. Hizo su primera aparición en PPV para AAA cuando Cynthia, Alda y Esther Moreno perdieron ante el equipo de su hermana Rossy, Xóchitl Hamada y Miss Janeth como parte del Verano de Escándalo de 1999. En el evento Guerra de Titanes de 1999, Cynthia y Alda hicieron equipo con Faby Apache para derrotar a Rossy, Miss Janeth y Tiffany. Participó en el torneo Reina de Reinas 2000, pero fue derrotada en la semifinal por Xóchitl Hamada. Al año siguiente volvió a competir en el torneo Reina de Reinas, pero no pudo pasar de la semifinal.
En el evento Guerra de Titanes de 2003, Moreno, El Oriental, Mascarita Sagrada y Pimpinela Escarlata derrotaron a Faby Apache, Gran Apache, Mini Abismo Negro y Polvo de Estrellas en un combate de Relevos Atómicos de Locura, un combate que cuenta con dos equipos de cuatro, cada uno compuesto por un luchador masculino, una luchadora femenina, un luchador exótico y una Mini-Estrella. En mayo de 2004 viajó a Japón para luchar en el programa HUSTLE-3 de HUSTLE, haciendo equipo con Mascarita Sagrada, Oscar Sevilla y Pimpinela Escarlata para derrotar a Faby Apache, Gran Apache, Mini Abismo Negro y Polvo de Estrellas. Al mes siguiente luchó en su primer evento Triplemanía, ya que luchó durante Triplemanía XII, repitiendo el combate en el que había participado en HUSTLE-3 con los mismos resultados. A mediados de 2004, Cynthia inició una disputa histórica con la familia Apache, principalmente Faby Apache y Gran Apache, que duró hasta 2009. El 1 de agosto de 2004, Cynthia y El Oriental compitieron sin éxito por el Campeonato Mundial en Parejas Mixto de AAA, perdiendo ante Gran Apache y Faby Apache. Posteriormente, los equipos se enfrentaron en varias ocasiones y los Apache lograron retener el campeonato mixto en cada ocasión. En 2005, los Apaches se vieron obligados a dejar vacantes los títulos en parejas mixtos, después de lo cual AAA celebró un torneo para coronar a los nuevos campeones. Moreno y El Oriental derrotaron a Gran Apache y Tiffany en la semifinal y luego derrotaron a Chessman y La Diabólica en un torneo de una noche en Verano de Escándalo para convertirse en los nuevos Campeones Mundiales de Parejas Mixto de AAA. Durante los siguientes 779 días, Moreno y El Oriental defendieron repetidamente el título en parejas mixto, incluso defendiéndolo en varios eventos independientes. Su reinado llegó a su fin en noviembre de 2007 cuando se vieron obligados a abandonar el campeonato cuando Moreno sufrió una lesión y no pudo defender los títulos. Mientras Moreno se recuperaba, Gran Apache y Mari Apache ganaron el título vacante además de convertirse en técnicos en el proceso. Con los Apache ahora jugando el papel de técnicos, tanto Moreno como El Oriental se volvieron rudos tras el regreso de Moreno cuando atacaron a los Apache después de un combate. Moreno y El Oriental recuperaron el título en parejas mixto el 14 de septiembre de 2008 en Verano de Escándalo. El segundo reinado de la  Dinastía Moreno con los títulos en parejas resultó ser tan activo como el primero, de hecho El Oriental alguna vez afirmó que defendieron los títulos alrededor de 150 veces, aunque los registros no respaldan tal afirmación. A finales de 2009, tanto Cynthia como El Oriental abandonaron AAA, perdiendo el título en parejas mixtas ante Faby Apache y Aero Star como su última lucha para AAA. Posteriormente, Moreno y El Oriental comenzaron a trabajar en el circuito independiente mexicano.
Durante el show Guerra de Titanes de 2009, Moreno regresó a AAA, aliándose con su exoponente Faby Apache contra La Legión Extranjera en la forma de Sexy Star, Jennifer Blade y Rain. Como resultado, Moreno, Faby y su hermana Mari Apache se enfrentaron a Sexy Star, Rain y Christina Von Eerie durante el evento Rey de Reyes 2010, un combate que Moreno ganó para su equipo al cubrir a Sexy Star. Durante una entrevista posterior a Rey de Reyes, Sexy Star afirmó que las Apache y Moreno no eran más que sirvientas, lo que llevó a AAA a reservar una lucha entre Cynthia Moreno, Faby y Mari Apache contra Sexy Star, Rain y Blade en Triplemanía XVIII, donde la persona que fuera cubierta o forzada a rendirse tendría que ser esclava del equipo ganador durante un mes. En Triplemanía, La Legión derrotó a Moreno y las Apache, cuando Blade cubrió a Mari, gracias en parte al arbitraje sesgado de Hijo del Tirantes. Después del combate, Konnan le ordenó a Mari Apache que comenzara de inmediato con sus tareas de limpieza limpiando el vestuario. La estipulación expiró el 6 de julio de 2010.

## Vida personal
Cynthia Moreno es miembro de una extensa familia de lucha libre fundada por su padre Alfonso Moreno, quien fue luchador y promotor de lucha libre y su madre, quien se hizo cargo de la promoción de la lucha libre en la Arena Azteca Budokan en Ciudad Nezahualcóyotl, Estado de México, después de la muerte de Alfonso Moreno. Las hermanas de Cynthia; Rossy, Alda y Esther, son o han sido luchadoras profesionales, al igual que su hermano quien trabaja como El Oriental. Ella es la ex cuñada del Dr. Wagner Jr., quien estuvo casado con Rossy Moreno; también es la tía del hijo de Rossy y Wagner Jr., quien lucha como El Hijo de Dr. Wagner Jr.. También es la excuñada del luchador Groon XXX, quien estuvo casado con Esther. Ella no tiene relación con la familia Moreno que fundó y promueve la promoción International Wrestling Revolution Group.

## Campeonatos y logros
- All Japan Women's Pro-Wrestling
  - AJW Tag Team Championship (1 vez) - con Esther Moreno [2]
- Lucha Libre AAA Worldwide
  - Campeonato Mundial en Parejas Mixto de AAA (2 veces) - con El Oriental [19] [20]